# Sinophorus apiculatus
Sinophorus apiculatus là một loài tò vò trong họ Ichneumonidae.